# پوتوهرا
پوتوهرا (به لاتین: Pothuhera) یک منطقهٔ مسکونی در سری‌لانکا است که در استان شمال غربی، سری‌لانکا واقع شده‌است. پوتوهرا ۱۱ کیلومتر مربع مساحت و ۳۰٬۳۱۵ نفر جمعیت دارد و ۱۱۶ متر بالاتر از سطح دریا واقع شده‌است.